# Junta de Andalucía
La Junta de Andalucía es la institución que organiza el autogobierno de la comunidad autónoma de Andalucía, en España. Está integrada por el Parlamento de Andalucía, la presidencia de la Junta de Andalucía y el Consejo de Gobierno.
El 18 de enero de 2019 tomó posesión del cargo Juanma Moreno (PP).

## Imagen corporativa

### Imagen institucional
La imagen institucional está formada por el logotipo, que consiste en la leyenda «Junta de Andalucía» en caracteres tipo «Alfabeto andaluz», y el símbolo, que consiste en una simplificación del escudo de Andalucía.
El símbolo representa una concepción clásica y se presenta generalmente de forma parcial y velado como fondo. Solo se representa de forma total e integrado con el logotipo en aplicaciones que son requeridas por razones protocolarias.

### Imagen genérica
El símbolo genérico es una síntesis del escudo, con atributos de modernidad y dinamismo. Contiene, de forma sintética, los elementos definitorios del escudo de Andalucía:
- «La bandera, en forma de arco de medio punto, se expande convirtiéndose en ondas que se proyectan hacia el exterior».
- «Hércules se concentra en un triángulo, figura estética, que como una brújula apunta al norte».

Según el manual de identidad corporativa de la Consejería de la Presidencia:

«Con esta simbología se representa la nueva Andalucía de progreso, en movimiento y en comunicación directa con los ciudadanos, estando también presente en los Organismos, Entidades y Empresas Públicas que gestiona o en que participa, así como en el patrimonio que mantiene, haciendo patente su acción de gobierno».

## Instituciones

### Parlamento

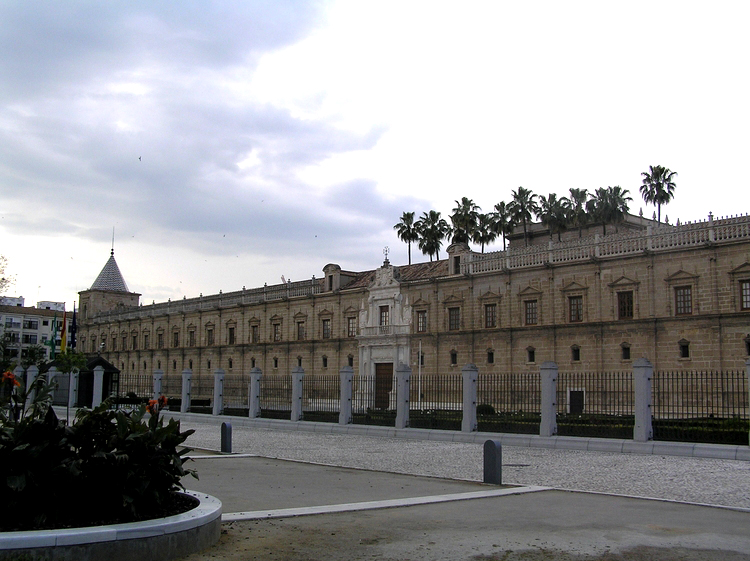
Edificio del Hospital de las Cinco Llagas en Sevilla, sede del Parlamento de Andalucía.

El Parlamento de Andalucía es la Asamblea Legislativa de la comunidad autónoma, a la que corresponde la elaboración y aprobación de las Leyes y la elección y cese del Presidente de la Junta de Andalucía. Está compuesto por diputados elegidos mediante sufragio universal directo, los cuales representan al pueblo andaluz. El Parlamento de Andalucía se constituye en 1982, tras la aprobación del Estatuto de Autonomía en 1981. Su actual sede en el antiguo Hospital de las Cinco Llagas en Sevilla.

### Presidente
El presidente de la Junta de Andalucía es el supremo representante de la comunidad autónoma y el representante ordinario del Estado en la misma; su elección tiene lugar por el voto favorable de la mayoría absoluta del pleno del Parlamento de Andalucía y su nombramiento corresponde al rey.

### Consejo de Gobierno
El Consejo de Gobierno es el órgano político y administrativo superior de la Comunidad, al que corresponde el ejercicio de la potestad reglamentaria y el desempeño de la función ejecutiva y administrativa de la Junta de Andalucía. Está compuesto por el presidente de la Junta de Andalucía, que lo preside, y por los Consejeros nombrados por él para hacerse cargo de los diversos Departamentos (Consejerías).
El Consejo de Gobierno se reúne habitualmente los martes de todas las semanas.

#### Consejerías
Después de que el Partido Popular Andaluz consiguiera por primera vez mayoría absoluta en el Parlamento de Andalucía tras las elecciones del 19 de junio de 2022, Juan Manuel Moreno volvió a ser investido Presidente de la Junta de Andalucía por el Parlamento. Éste anunció la composición de su gobierno el 25 de julio de 2022 en una rueda de prensa en el Palacio de San Telmo.
El gobierno está formado por 13 consejerías en total, dos más que en la legislatura anterior. Sus titulares juraron o prometieron su cargo el 26 de julio de 2022, fecha en la que se celebró el primer Consejo de Gobierno de la legislatura.

### Defensor del Pueblo Andaluz
El Defensor del Pueblo Andaluz es una institución cuya misión principal es la protección y defensa en Andalucía de los derechos y libertades establecidos en el primer título de la Constitución española. Para ello tiene la potestad de inspeccionar a los ayuntamientos, a las diputaciones provinciales así como a la Junta de Andalucía. El Defensor del Pueblo Andaluz es elegido por el Parlamento de Andalucía para desempeñar sus funciones durante cinco años, periodo que puede ser renovado. Actualmente el cargo lo desempeña Jesús Maeztu Gregorio de Tejada.

### Cámara de Cuentas
La Cámara de Cuentas es el órgano de control externo de la actividad económica y presupuestaria de la Junta de Andalucía, de los entes locales y del resto del sector público de Andalucía. Depende orgánicamente del Parlamento de Andalucía. Su composición, organización y funciones se regula mediante la Ley 1/1988, 17 de marzo, de la Cámara de Cuentas de Andalucía («B.O.J.A.» 22 marzo).

### Tribunal Superior de Justicia de Andalucía, Ceuta y Melilla
Sus siglas son TSJA y tiene su sede en Granada. Este tribunal superior es competente en Andalucía y en las ciudades autónomas de Ceuta y Melilla. Es competente en virtud de ley orgánica para conocer de determinados asuntos de órdenes civil, penal, contencioso-administrativo y social y debe tutelar los derechos reconocidos por el Estatuto de Autonomía de Andalucía.

### Consejo Consultivo de Andalucía

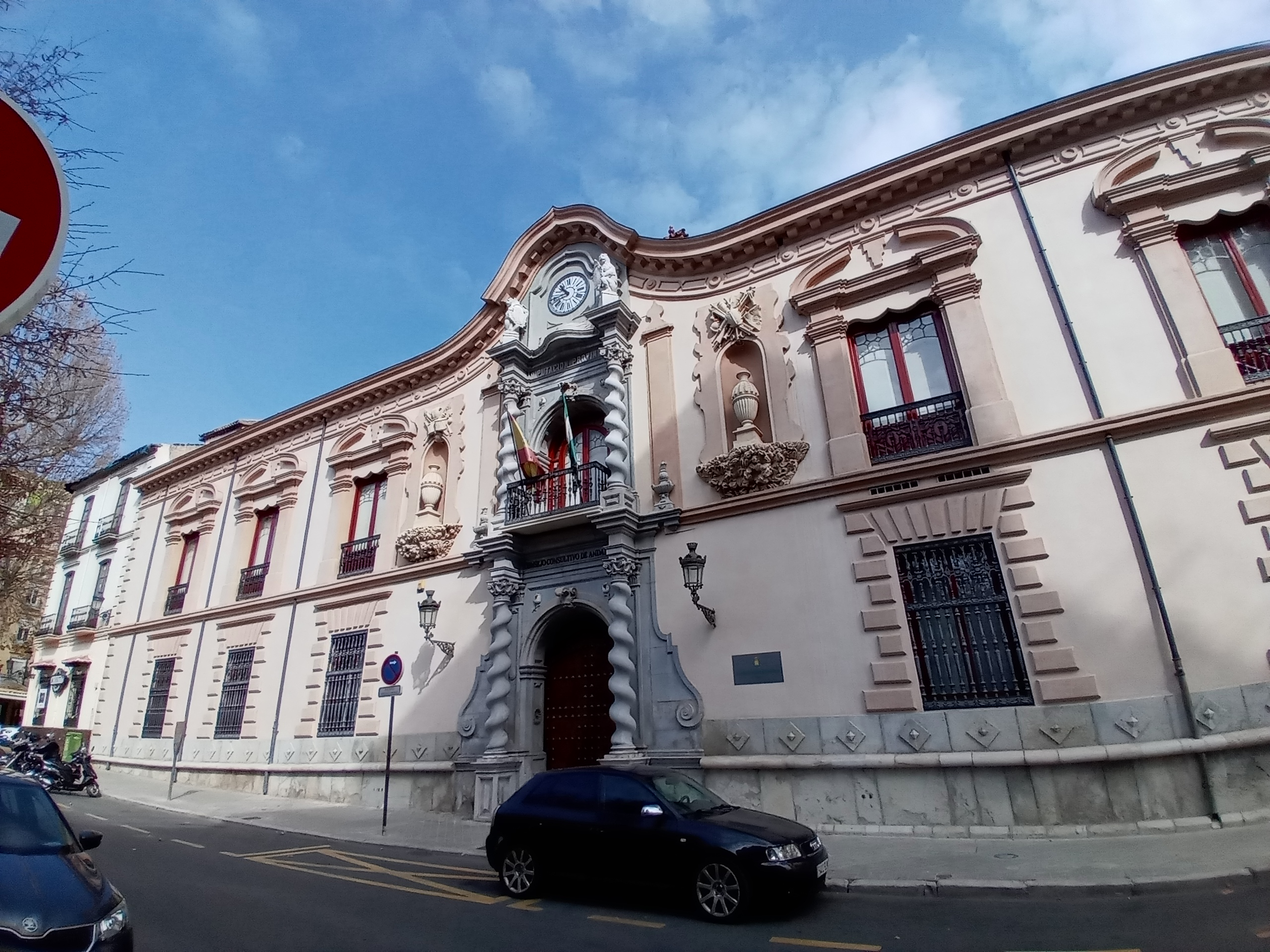
Sede del Consejo Consultivo de Andalucía

El Consejo Consultivo de Andalucía es el órgano superior consultivo del Consejo de Gobierno y de la Administración de la Junta de Andalucía, incluidos sus organismos. Asimismo, es el órgano supremo de asesoramiento de las entidades locales y de los organismos y entes de derecho público de ellas dependientes, así como de las universidades públicas andaluzas. El Consejo Consultivo ejercerá sus funciones con autonomía orgánica y funcional.

### Consejo Audiovisual de Andalucía
El Consejo Audiovisual de Andalucía es la autoridad audiovisual independiente encargada de velar por el respeto de los derechos, libertades y valores constitucionales y estatutarios en los medios audiovisuales, tanto públicos como privados, en Andalucía, así como por el cumplimiento de la normativa vigente en materia audiovisual y de publicidad.

## Presidentes de la Junta

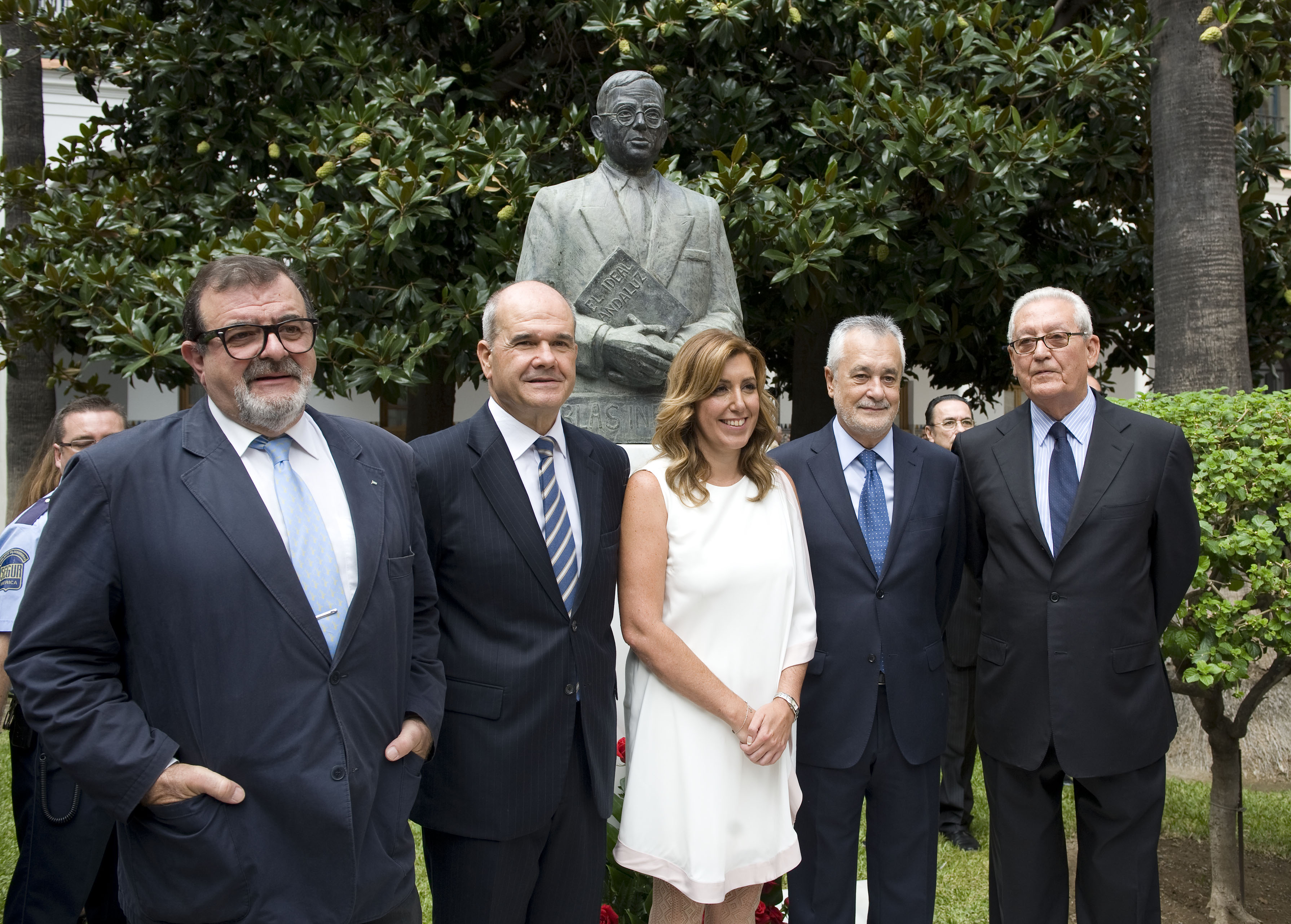
José Rodríguez de la Borbolla, Manuel Chaves, Susana Díaz, José Antonio Griñán y Rafael Escuredo Rodríguez frente a una estatua de Blas Infante

Desde enero de 2019 la presidencia de la Junta de Andalucía recae sobre Juanma Moreno tras, primeramente, alcanzar un acuerdo de gobierno entre el Partido Popular y Ciudadanos apoyado externamente por Vox para la XI legislatura y, en 2022, obteniendo el PP una victoria por mayoría absoluta en las elecciones de ese año y así manteniendo la presidencia de la Junta. 
Previamente, en la Junta de Andalucía gobernó el PSOE-A desde la misma creación de la primera Junta preautonómica el 27 de mayo de 1978, cuando Plácido Fernández Viagas llegó a la presidencia en detrimento de Jaime García Añoveros, de UCD. La presencia del PSOE en la presidencia es por tanto anterior a la autonomía de Andalucía y se extendió a lo largo de diez legislaturas autonómicas, seis presidentes distintos y más de 40 años. 
Durante los cuarenta años de gobierno del PSOE-A, se sucedieron dos presidentes preautonómicos, Plácido Fernández y Rafael Escuredo, así como seis presidentes en el período autonómico: Rafael Escuredo, José Rodríguez de la Borbolla, Manuel Chaves, Gaspar Zarrías (en funciones), José Antonio Griñán y Susana Díaz. Siendo Manuel Chaves quien más tiempo ostentó el cargo con un total de 19 años. 